# Troll (film)
Troll – amerykańsko-kanadyjski horror fantasy z 1986 roku.

## Obsada
- Noah Hathaway – Harry Potter Jr.
- Michael Moriarty – Harry Potter Sr.
- Shelley Hack – Anne Potter
- Jenny Beck – Wendy Anne Potter
- Sonny Bono – Peter Dickinson

## Opis
Nieprawda, że trolle żyły dawno temu i tylko w gęstych lasach. Jeden z nich mieszka teraz w San Francisco i chciałby trochę zmienić współczesny świat. Mieszkający między ludźmi stary troll, Torok, pragnie przywrócić dawny porządek. Do swego planu chce wykorzystać małą Wendy. Zauważa to jej starszy brat Harry i postanawia przeszkodzić trollowi.
Pełen przemocy i magii świat legend wkracza brutalnie do rzeczywistości. Paskudny, stary troll Torok (Phil Fondacaro) chciałby przywrócić stary porządek, który pamięta sprzed wielu, wielu lat. Żyje między ludźmi wykorzystując ich, głównie niewinną, małą Wendy (Jenny Beck), do swoich niecnych planów. Na szczęście w porę zauważa to starszy brat dziewczynki, bystry nastolatek Harry Jr. (Noah Hathaway). Szybko okazuje się, że Torok jest byłym mężem czarownicy Eunice (June Lockhart). Teraz by stawić mu czoła potrzebne będą zjednoczone siły goblinów, elfów, dobrych czarownic i oczywiście Harry’ego.